# Mark Phillips (polityk)
Mark Phillips (ur. 5 października 1961) – gujański polityk i wojskowy.

## Życiorys
W grudniu 1980 wstąpił do sił zbrojnych Gujany i został wysłany na studia do Royal Military Academy w Sandhurst w Wielkiej Brytanii, którą ukończył w 1981. Uzyskał licencjat z nauk społecznych na Uniwersytecie w Gujanie oraz magisterium z zarządzania sektorem publicznym na Pontificia Universidad Católica Madre y Maestra w Dominikanie. Studiował również na United States Army Command and General Staff College w Fort Leavenworth i Inter-American Defense College w Waszyngtonie. Od 2013 do 2016 pełnił funkcję szefa sztabu generalnego armii gujańskiej. Z wojska odszedł na emeryturę w grudniu 2016. 2 sierpnia 2020 objął funkcję premiera Gujany.